# Каяпония
Каяпония (порт. Caiapônia) — муниципалитет в Бразилии, входит в штат Гояс. Составная часть мезорегиона Юг штата Гояс. Входит в экономико-статистический микрорегион Судуэсти-ди-Гояс. Население составляет 18 329 человека на 2016 год. Занимает площадь 8637,871 км². Плотность населения — 1,94 чел./км².
Праздник города — 29 июля. 

## Статистика
- Валовой внутренний продукт на 2003 год составляет 177 541 055,00 реалов (данные: Бразильский институт географии и статистики).
- Валовой внутренний продукт на душу населения на 2003 год составляет 11 855,04 реалов (данные: Бразильский институт географии и статистики).
- Индекс человеческого развития на 2010 год составляет 0,693 (данные: Программа развития ООН)[2].